# Universidade Técnica de Munique

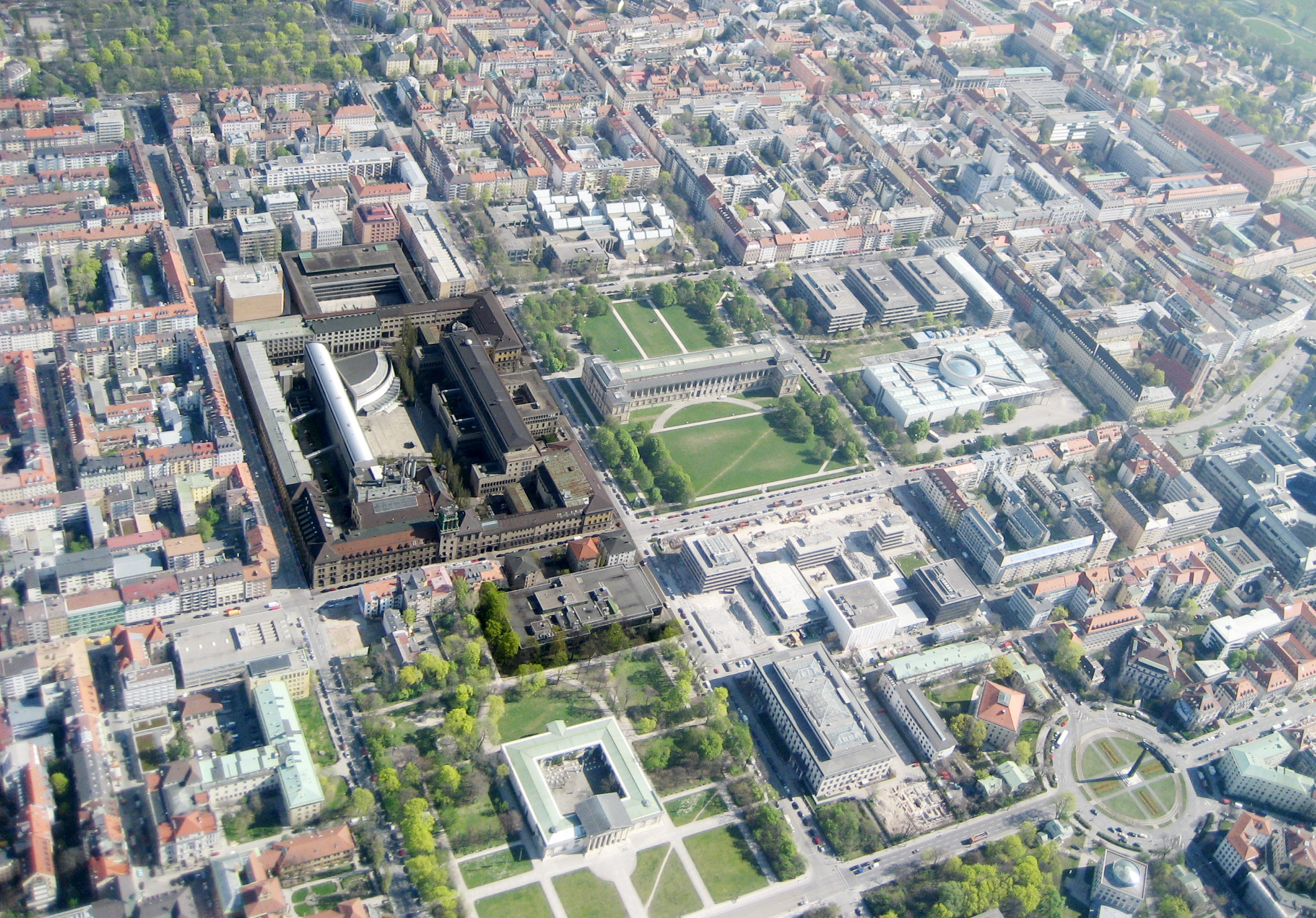
Vista aérea da universidade

A Universidade Técnica de Munique (em alemão: Technische Universität München, TUM) é uma instituição de ensino superior alemã. Foi fundada no ano de 1868 pelo rei da Baviera Luís II, sendo inaugurada como Escola Politécnica de Munique.
Possui mais de 50 mil alunos, sendo a maior Universidade Técnica da Alemanha, distribuídos em mais de 180 curos. Possui 14 localizações, entre elas Munique, Garching bei München, Freising-Weihenstephan e Heilbronn, e em 2002 fundou o Instituto Alemão de Ciência e Tecnologia (GIST) em Singapura, tornando-se a primeira universidade alemã a se expandir para o exterior.
Foi mostrada como a melhor universidade da Alemanha pela avaliação anual das universidades mundiais, feita pela Universidade Shanghai Jiao Tong, da China, em 2004 e em 2011. Foi escolhida como uma da três "universidades de elite" pela Sociedade Alemã de Pesquisa (DFG) e pelo Conselho de Ciência (Wissenschaftsrat), e receberá investimento adicional por parte do governo de cerca de 1,9 bilhão de euros até 2011.[carece de fontes?]

## Alunos
- Claudius Dornier - construtor de aviões;
- Johanna Döbereiner - engenheira agrônoma;
- Rudolf Diesel - inventor do motor a combustão;
- Willy Messerschmitt - construtor de aviões
- Heinrich Himmler - Reichsführer-SS